# Josip Uhač
Josip Uhač (Brseč, 20. srpnja 1924. – Rim, 18. siječnja 1998.), bio je hrvatski biskup i crkveni diplomat.
Za biskupa je zaređen 1970. godine. Bio je naslovni nadbiskup Tharrosa.
Od 1991. bio je tajnik Kongregacije za evangelizaciju naroda.
Preminuo je dan prije najave imenovanja za kardinala.